# テリジノサウルス科
テリジノサウルス科（テリジノサウルスか、学名：Therizinosauridae）は、後期白亜紀に生息した、テリジノサウルス上科に属する中型から超大型の獣脚類の恐竜の科。テリジノサウルス類全体に共通する特徴として、小型の頭部や、細長い頸部、膨らんだ腹部、前肢に生える大型の爪などを持つ。植物食性に適応していたと見られている。系統学的には、テリジノサウルス上科において派生的な分岐群である。
化石は中華人民共和国や、モンゴル国、日本国、アメリカ合衆国で産出しており、北米のノスロニクスを除けばアジア域での繁栄が示唆される。中国北東部に分布する新民堡層群から化石が産出したスジョウサウルスは、テリジノサウルス科に属するか否かコンセンサスが得られていない。スジョウサウルスをテリジノサウルス科に加えた場合、同科は前期白亜紀アルビアン期から後期白亜紀マーストリヒチアン期まで北半球に生息したことになる。

## 発見史

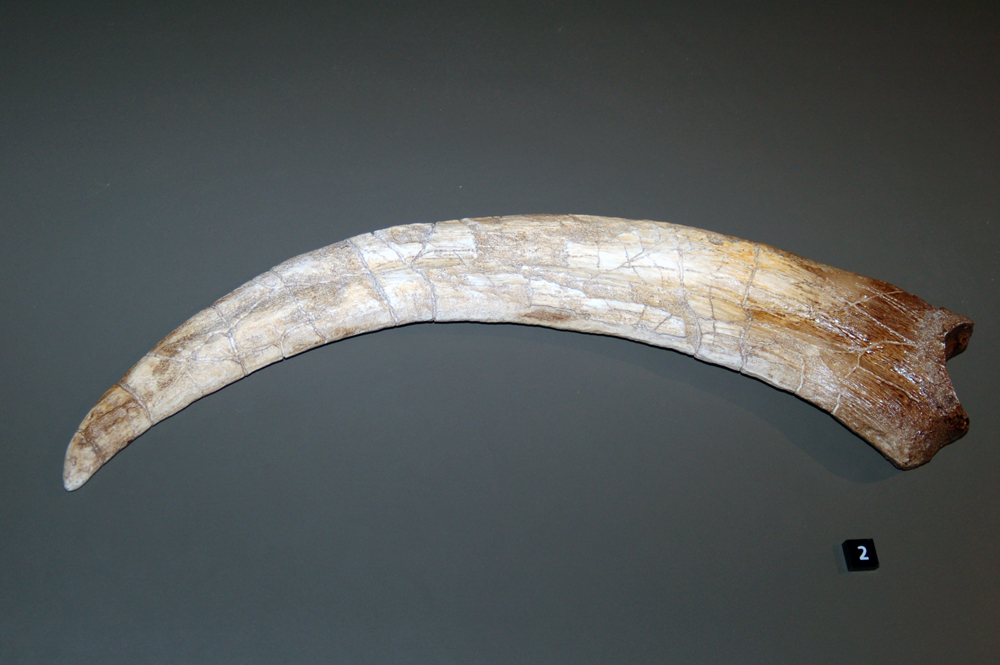
テリジノサウルスのホロタイプの鉤爪のキャスト（PIN 551–483）

最初に発見された明らかなテリジノサウルス科の恐竜はテリジノサウルスであった。化石は1918年にモンゴルのフィールド調査中にゴビ砂漠のネメグト層で発見された。ソ連邦科学アカデミーのモンゴル調査チームによって複数本の鉤爪が掘り起こされ、その後1954年にソビエト連邦の古生物学者Evgeny Maleevにより記載された。鉤爪は異様に大型のものであり、復元した場合にはその長さが1メートルにおよび、また非常に直線的かつ平坦であった。Maleevはこの鉤爪が巨大なウミガメのものであると考え、新属新種Therizinosaurus cheloniformisを命名し、同時に新種を含む科としてTherizinosauridaeを新設した。
1970年代において、より多くの分類群の命名を含む発見がなされた。モンゴルの古生物学者リンチェン・バルスボルドは1976年にテリジノサウルスの追加標本を分類した。彼はネメグト層から産出した部分的な骨の1セットを記載し、鉤爪との類似性から、当該標本を本属に分類した。別のモンゴルの古生物学者アルタンゲレル・ペルレは、後肢の大部分と下顎とに基づき、1979年に新属セグノサウルスを記載・命名した。また彼は本種を含む科としてSegnosauridae（現在はテリジノサウルス科のシノニム）を新設した。同年に中華人民共和国の古生物学者董枝明は新属ナンシュンゴサウルスを命名したが、化石の解釈を誤っており、小型の竜脚類に関連付けた。翌年にバルスボルドとペルレはセグノサウルス科を含む分類群としてSegnosauria（現テリジノサウルス類）を設立した。また、彼らはセグノサウルスよりも小型の新属エルリコサウルスを簡潔に記載した。ペルレは1981年に新属としてErlikosaurusを命名し、1982年には部分的な後肢である別のテリジノサウルスの標本を記載した。彼はセグノサウルスの後肢との類似性に基づいて本標本をテリジノサウルスに分類した。
2001年に新たなテリジノサウルス科の恐竜であるネイモンゴサウルスとノスロニクス（N. mckinleyi）が記載・命名され、翌年にはエルリアンサウルスが記載・命名された。ノスロニクスの新種（N. graffami）も2009年に命名された。ノスロニクスの両種は、最も完全な骨格が知られているテリジノサウルス科恐竜である。
2000年秋には、日本の北海道で脊椎動物の骨を含むノジュールが発見された。この化石は2006年の日本古生物学会会合でテリジノサウルス科の前肢の一部として発表されたものの、テリジノサウルス科の化石記録が不足していたため十分な解剖学的知見が得られず、その後の論文でもより広範な分類群であるマニラプトル類に置かれていた。その後、テリジノサウルス科の化石記録が充実したことを受け、2022年に小林快次を筆頭とする古生物学者が本標本に基づいて新属パラリテリジノサウルスを記載・命名した。さらに小林ほかは、2012年にモンゴルのバインシレ層から発見されていた二指性のテリジノサウルス科恐竜化石を研究し、2025年に新属デュオニクスと命名した。

## 特徴

### 体サイズ

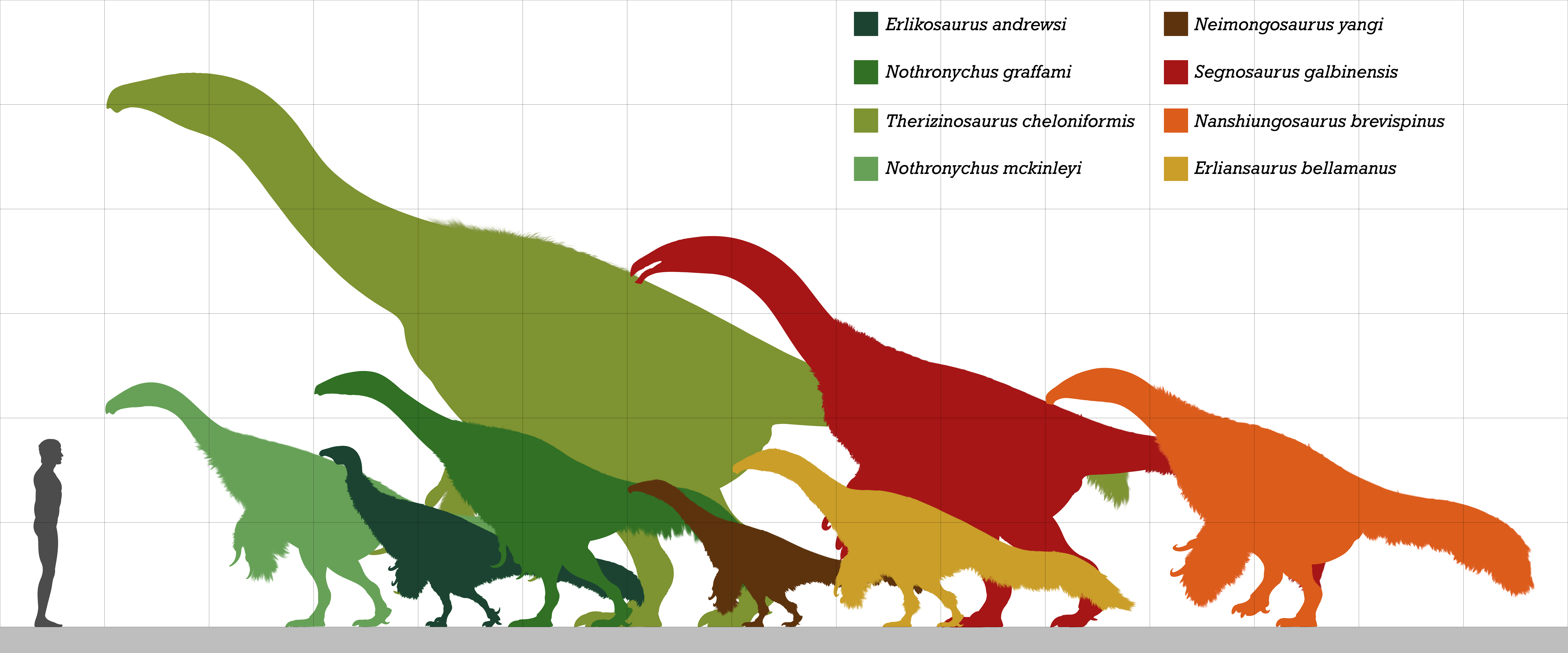
ヒトに対する複数のテリジノサウルス科の種の大きさ比較

テリジノサウルス科は極めて堅牢な骨格を持つ動物である。テリジノサウルス科のうち最小級の恐竜は全長3メートルのネイモンゴサウルスである。続いて、エルリアンサウルス（全長4メートル）とエルリコサウルス（全長4.5メートル）が小型である。セグノサウルスとスジョウサウルスはほぼ同程度の体格であり、全長6メートルに達する。ナンシュンゴサウルスとノスロニクスは僅かに小型であり、ともに全長5メートルと推定される。関連するかつて"Nanshiungosaurus" bohliniとされた個体も全長約6メートルと同程度であるが、本種は後に別属と解釈されており、テリジノサウルス科あるいはテリジノサウルス上科に属するか否かは定かでない。テリジノサウルスは同科において最大の属であり、全長10メートルに達する。
テリジノサウルス科の恐竜の体重推定値には幅がある。グレゴリー・ポールは、ネイモンゴサウルスを体重150キログラム、エルリアンサウルスを400キログラム、エルリコサウルスを500キログラム、ナンシュンゴサウルスを600キログラム、ノスロニクスを800キログラム～1.2トン、スジョウサウルスと"Nanshiungosaurus" bohliniおよびセグノサウルスを1.3トン、テリジノサウルスを体重5トン以上と推定した。一方で、Zanno and Makovicky (2013)の手法を採用したKobayashi et al. (2025)では、エルリコサウルスが278キログラム、エニグモサウルスが567キログラムと推定されており、ポールによる推定値を下回る。Kobayashi et al. (2025)ではセグノサウルスが1469キログラムと推定されたほか、新たに記載されたデュオニクスが約260キログラムと推定されている。
テリジノサウルス科全体で得られた指数関数的な大きさは、同科や初期テリジノサウルス類が持つ大量かつ特殊な食性に起因したようである。

### 羽毛
ベイピャオサウルスとジアンチャンゴサウルスの皮膚の印象化石から、原始的なテリジノサウルス類は、コンプソグナトゥス科のシノサウロプテリクスが持つようなダウン状の羽毛に被覆されていたほか、ディスプレイに用いられた可能性がある長い単純な羽状の羽毛を有していたことが示唆される。しかし、初期テリジノサウルス類の間でステージIの羽毛が発見されている一方で、より派生的な分類群は鳥類のものに類似した発達した羽毛を有していたと考えられている。テリジノサウルスの羽毛は飛翔に用いられたわけでなく、代謝やディスプレイに役立てられていた。

### 頭蓋骨
テリジノサウルス科は、嘴を持たないジェネラリストであったファルカリウスのような基盤的な分類群と比較して特殊化した頭蓋骨を有する。テリジノサウルス科は比較的長く伸びた吻部を持ち、またその先端が食餌に用いられる角鞘で被覆されていた。嘴が吻部の背側のどこまで伸びていたか不明であるが、いくつかの現生鳥類と同様に鼻腔を僅かに被覆していたと推定されている。歯骨（下顎）も角鞘を発達させており、その前端は無歯性である。外側には神経血管孔が存在し、これが嘴の拡張に寄与した。エルリコサウルス、ネイモンゴサウルス、セグノサウルスの既知の標本は夥しい神経血管孔を持ち、生前には発達した嘴が存在したことが示唆される。上顎骨と前上顎骨はともに歯を持ち、またいくつかの属はセグノサウルスのように特殊化した湾曲した歯骨を有した。神経頭蓋はエルリコサウルス、ネイモンゴサウルス、N. mckinleyiで知られているが、ネイモンゴサウルスの神経頭蓋は記載・描画されていない。神経頭蓋は頭蓋底に向いており、よく発達した横向きの傍後頭部突起と骨化しており、高度に含気化し、発達した中央の孔を有した。
歯列はテリジノサウルス科のもう一つの特徴であり、全ての獣脚類のグループのものと異なっている。テリジノサウルス科では少なくとも2種類の歯形態が見られる。1つは比較的同歯性を示しており、卵形から皮針形をなし、歯冠に中程度に粗い小歯状突起（鋸歯）を有する。この種類の歯列は、前述の特徴を持つ3次元的なエルリコサウルスのホロタイプの頭蓋骨において良好に保存されている。ノスロニクスに見られる2個の孤立した歯も皮針形かつ左右対称で、中程度の小歯状突起を有しており、エルリコサウルスのものに酷似する。またエルリコサウルスとの比較に基づき、これらの歯は歯骨に由来するものであると見られる。ネイモンゴサウルスのホロタイプの歯骨の先端部には細かな粗い鋸歯を持つ皮針形の萌出歯が保存されており、このタイプの歯列に該当する。もう1つのタイプの歯形態は、高度に特殊化したセグノサウルスに認められる。セグノサウルスにおいて、歯は著明に異歯性を示す。歯全体は葉形で、小歯状突起が比較的乏しく、また以前のテリジノサウルス科のものよりも大型に発達している。これらの小歯状突起は無数のカリナで構成されており、歯冠の基部付近で粗い破砕面を形成する。大半のテリジノサウルス科は歯の置換速度が遅かったか、皆無であったと見られる。

### 肩帯と前肢

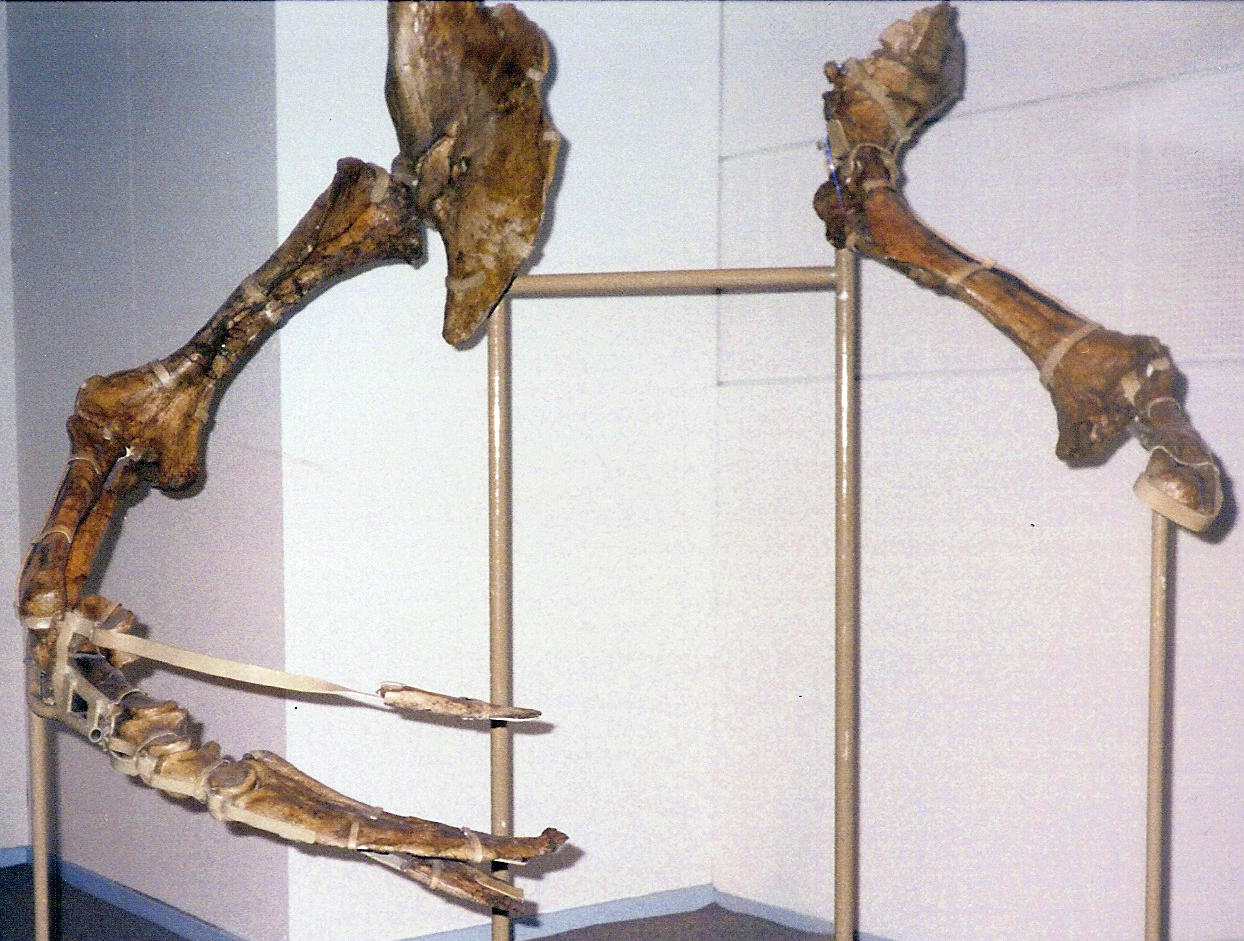
テリジノサウルスの腕（IGM 100/15）

テリジノサウルス科において、肩帯は他のマニラプトル類よりも頑強に特殊化しており、鳥類に類似していない。肩甲骨は非常に直線的であり、上端で平坦であり、烏口骨と癒合して肩甲烏口骨を形成している。肩甲骨と烏口骨との縫合線の付近では、烏口骨に1個の大型の孔が存在する。烏口骨は幅広で、肩甲骨との縫合線の付近で僅かに凸状かつ厚みを増している。上腕骨は非常に頑強で柔軟性を持ち、ノスロニクスやテリジノサウルスで認められるように下端が幅広である。またテリジノサウルスは上腕二頭筋も発達していた。セグノサウルスでは三角筋が付着する胸三角筋稜が強固である。多くの属種、特にテリジノサウルスでは前腕が比較的直線状である。テリジノサウルス科の手根骨は縮小しており、手の柔軟性を向上させていた。前肢の
指はマニラプトル類において比較的標準的な形態である。

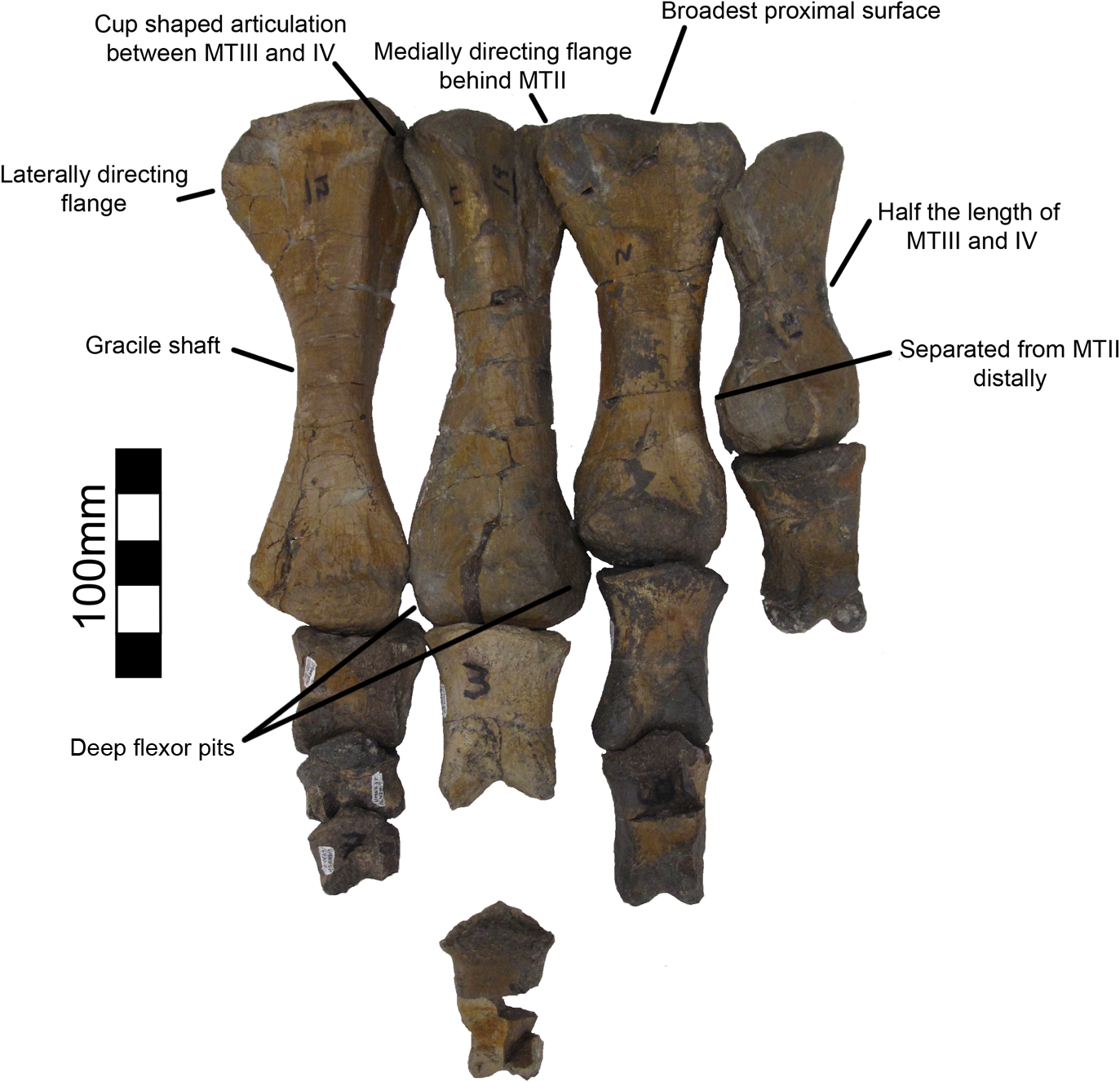
Nothronychus graffamiの右足

前肢の末節骨は他の指骨よりも大型であり、左右に強く平坦であり、初期テリジノサウルス類のものよりも特殊化して湾曲している。大半のテリジノサウルス科の末節骨は鋭利に突出しており、非常に頑強な結節（屈筋腱の付着部）を有する。これらの特徴はノスロニクスやセグノサウルスが好例である。しかし、テリジノサウルスの末節骨は非常に長く伸びており、湾曲が弱く、直線状をなす。テリジノサウルスの鉤爪は大部分が不完全であるが、復元した場合には長さ約1メートルに達したと見られており、これは既知の陸棲動物で最大の鉤爪となる。結節は他のテリジノサウルス科ほど強固に発達していないが、テリジノサウルスの前肢はいかなる二足歩行性の恐竜においても最長である。標本IGM 100/15に保存された右腕の長さは約2.4メートルに達する。
2025年に記載されたデュオニクスは、第III中手骨を持つ一方で、前肢の機能指が第I指と第II指のみである。こうした二指性はティラノサウルスのようなティラノサウルス科や、オクソコのようなオヴィラプトロサウルス類にも見られ、複数の獣脚類系統で同様の進化傾向があったと類推されている。

### 軸骨格
脊柱は高度に含気化している。保存状態の良し悪しは様々であるが、ナンシュンゴサウルスとノスロニクスが最も完全な一連の椎骨を保存している。テリジノサウルス科の頸椎は大型かつ頑強であり、神経棘が比較的短く、椎体が両凹型あるいは後凹型で長く伸びている。胴椎の神経棘はより長く伸びていて強固である。椎体には複数の含気孔（pneumatophores）が背外側面に存在したが、その大きさは縮小していた。N. graffamiのようないくつかの種は背部に狭いコブ状の構造を有していたとされ、これは最前部胴椎の神経棘が非常に長く伸びていることから示唆される。テリジノサウルス科において、仙骨は6個の仙椎から構成されており、広い椎体は丸みを帯びた関節面を持つ。尾椎は頑強で、横突起が丸みを帯びている。初期テリジノサウルス類と比較してテリジノサウルス科は尾椎の個数が減少しており尾がプロポーション的に短い。

### 腰帯と後肢

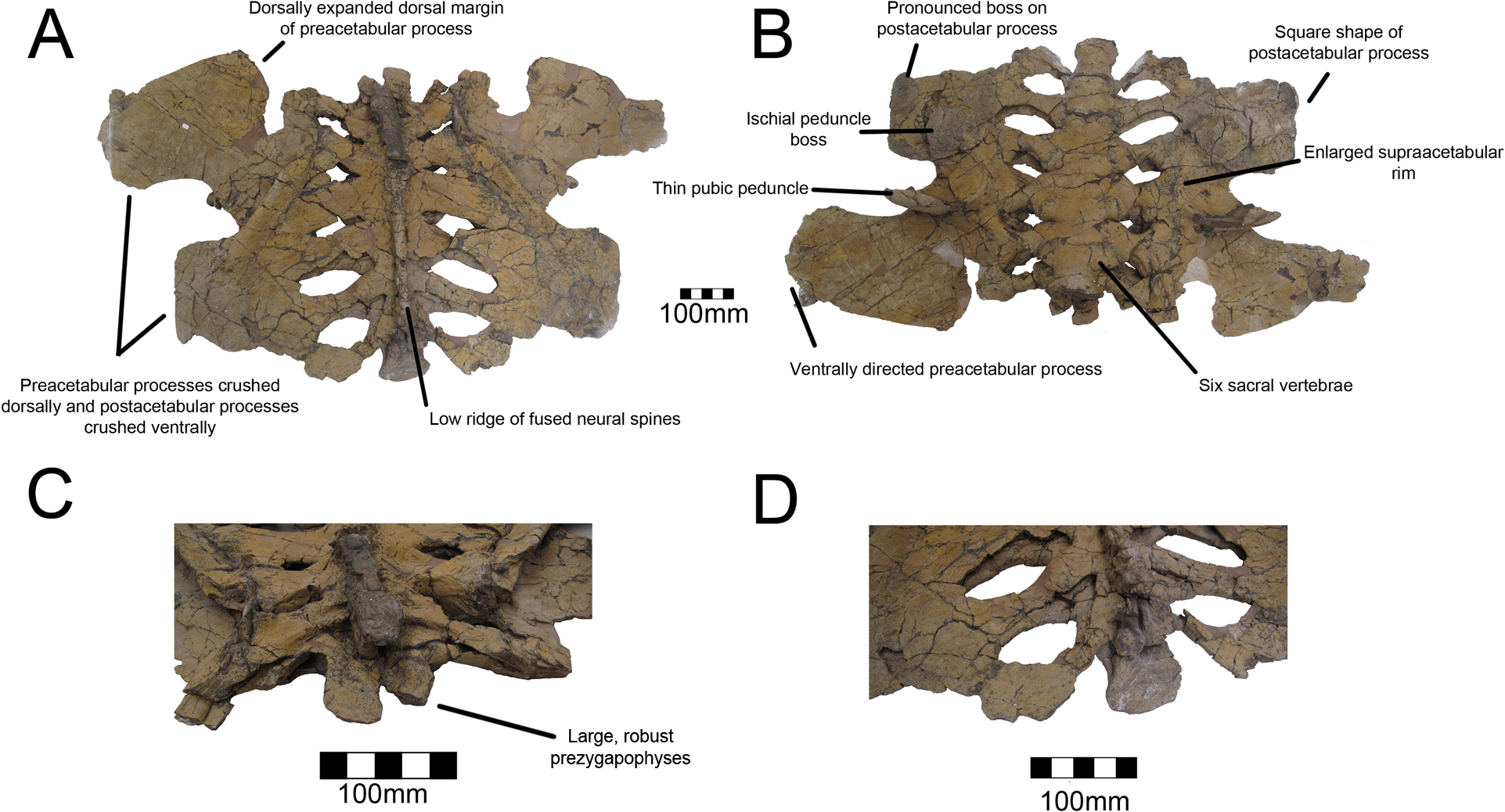
Nothronychus graffamiの骨盤

テリジノサウルス科の胴部は左右に広く、メガテリウムのような幅広の骨盤に支持されている。胸郭は非常に丸みを帯びており、長く伸びた肋骨と、頑強な肋骨と頑強な小頭により構成されている。テリジノサウルス科の大きな特徴でもある、恥骨と坐骨とが共に後側に伸びる骨盤の構造は、鳥類と鳥盤類で見られる特徴である。腸骨は坐骨と恥骨よりも大型である。腸骨の張り出しが発達していることから、テリジノサウルス科は発達した太腿を有していたことが示唆される。坐骨の底部には大型の閉鎖突起（稜状の張り出し）が存在し、特にセグノサウルスとノスロニクスとで顕著である。恥骨は坐骨よりも大型であり、ピュービック・ブーツと呼ばれる大型の張り出しを末端に有する。他の獣脚類のグループと異なり、恥骨と坐骨は互いに接し、四角形の末端を持つ強固な構造を形成する。
大腿骨と脛骨はともに頑強である。大腿骨は比較的直線的な構造であり、発達した関節と大腿骨頭を持つ。脛骨は僅かに大腿骨よりも短く、下端が幅広であり、発達した足首を形成する。腓骨は最下部まで細まり、非常に強固である。距骨と踵骨はいずれも一般的に頑強かつ長く伸びた骨であるが、距骨の本体は同科において縮小しているようである。距骨の外側顆は長く伸びているが、内側顆はより狭い。距骨の外側突起との位置関係により脛骨の外側面は前側から見て取ることができる。踵骨は大多数の獣脚類のものよりも大型かつ頑強である。踵骨は丸みを帯び、関節面が窪んでおり、距骨や遠位足根骨といった隣接する骨との関節が可動性を有している。足は完全に機能する4本の中足骨を持つ。第III中足骨と第IV中足骨がほぼ同等の大きさであり、第II中足骨が僅かに狭く、第I中足骨が最も短い。後肢の末節骨は鋭利に突出しており、横方向に平坦化しており、また前肢の末節骨よりも小型である。しかし、エルリコサウルスの後肢の末節骨は頑強であり、硬く湾曲した形状と頑強な結節を兼ね備えている。

## 分類

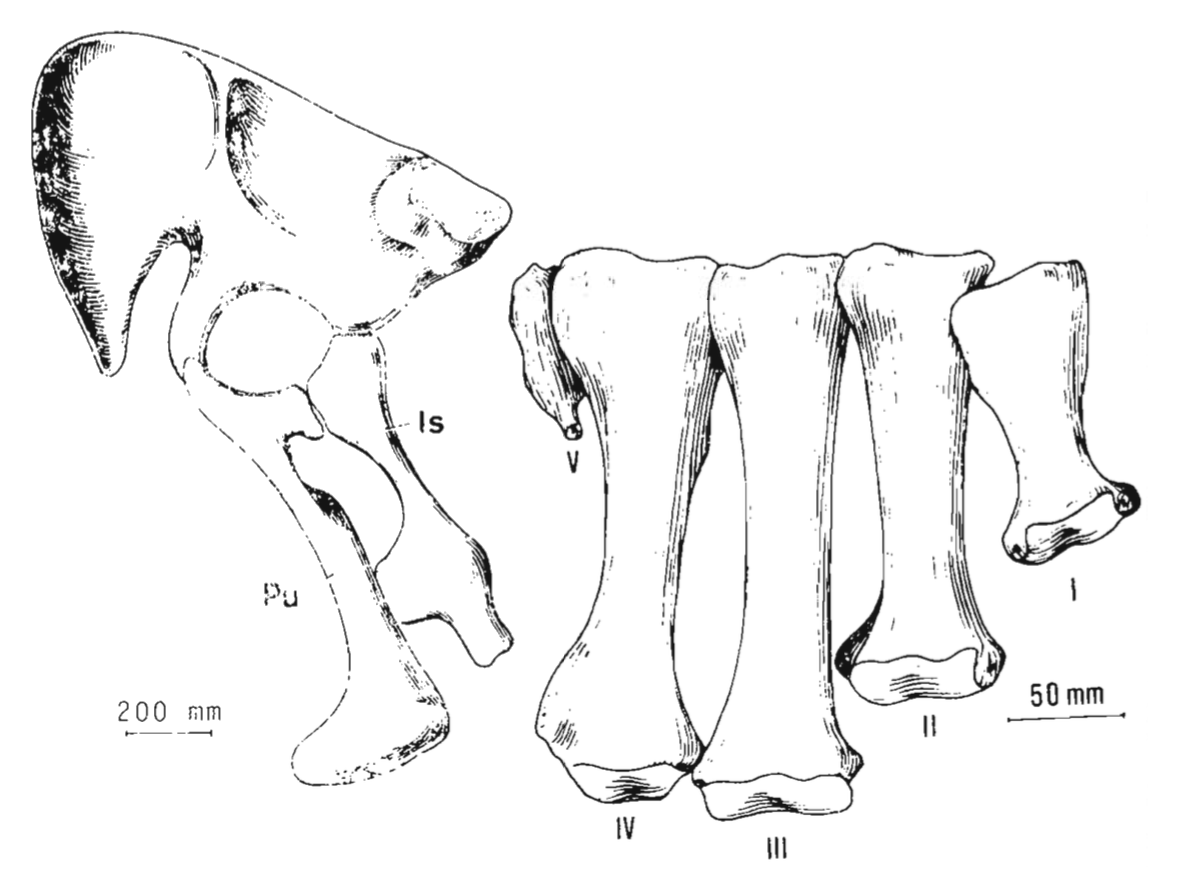
セグノサウルスのホロタイプの骨盤と中足骨

テリジノサウルス科という分類群はEvgeny Maleevにより1954年に新設され、巨大なウミガメと考えられていたテリジノサウルスを内包した。テリジノサウルスの仲間は後に発見されることになるが、しばらくはそのように認識されていなかった。1979年に古生物学者アルタンゲレル・ペルレはセグノサウルスを記載し、獣脚類と解釈した本属を内包する分類群としてセグノサウルス科を設立した。彼は鉤爪と前腕の特徴に基づき、同科をテリジノサウルス科と別の科と見なしていた。さらに同年にペルレとリンチェン・バルスボルドはセグノサウルスの骨盤の構造を研究し、本属が「伝統的な」獣脚類のものと大きく異なると結論した。これらの観察に基づき、彼らはセグノサウルス科を竜盤類の付近のレベルで別の分類群に区分すべきであると結論した。
これと並行して、新たに記載されたナンシュンゴサウルスは竜脚類の属と考えられていたため、董枝明によりティタノサウルス科に分類された。この翌年にバルスボルドとペルレはセグノサウルス科を含むセグノサウルス下目という分類群を命名した。この新しい論文において、彼らはエルリコサウルスとエニグモサウルス（当時未命名）を記載した。彼らはセグノサウルス類が鳥盤類や竜脚類とも類似する特徴を持つとしつつ、これらの類似性が表面的なものであり、細部において異なると指摘した。
1982年にペルレは新たなテリジノサウルスの標本を記載し、セグノサウルスの標本との顕著な類似性に基づいて本標本をテリジノサウルスに分類した。加えて、ペルレは2つの分類群の前肢を比較し、これらが長い腕を持つ、おそらくは単一の分類学的グループに属すると結論した。しかし、骨学的特徴に基づき、1984年にグレゴリー・ポールはセグノサウルス類が獣脚類でなく後期白亜紀のProsauropodsであると指摘し、Prosauropodsと鳥盤類との間の移行段階を示すと提唱した。例えば、セグノサウルスはその頭蓋骨と足の形態がProsauropodsのものに類似しており、また吻部や恥骨や足首は鳥盤類のものに類似していた。1988年にポールはテリジノサウルス科のテリジノサウルスをセグノサウルス類に分類することを提唱した。1990年に出版された書籍『The Dinosauria』の総説論文において、バルスボルドとTeresa Maryańskaはセグノサウルス類を竜盤類の謎のグループと考え、その配置が変化しうるとした。前肢の骨が知られていたことから彼らはテリジノサウルスをセグノサウルス類へ分類することに異議を唱えたが、テリジノサウルスに分類された後肢をセグノサウルス類として分類した。さらに、彼らはナンシュンゴサウルスとセグノサウルスとの骨盤の類似性に基づき、ナンシュンゴサウルスをセグノサウルス科に分類した。

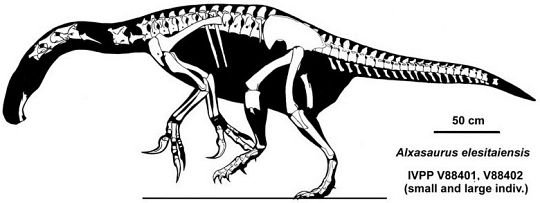
アラシャサウルスの2標本を複合した骨格図

1993年にデイル・ラッセルと董枝明がアラシャサウルスを記載した際、テリジノサウルス上科の類縁性が明確化された。アラシャサウルスはほぼ完全な骨格を保存した恐竜であり、多数の獣脚類の特徴を持つ複数の標本から知られている。さらに、アラシャサウルスの一部の標本が持つ後肢から、セグノサウルス類の後肢がテリジノサウルスとして分類されることの妥当性が示され、セグノサウルス類が実際には獣脚類であることが明らかになった。またラッセルと董はテリジノサウルス科とセグノサウルス科との間の極端な類似性を指摘し、セグノサウルス科がテリジノサウルス科のジュニアシノニムであると考えた。なお、アラシャサウルスはより基盤的な恐竜であり、本属とその近縁属を内包する分類群としてテリジノサウルス上科が設立された。
この年に続き、Clark et al. (1994)はエルリコサウルスのホロタイプの頭蓋骨を再記載し、原記載よりも多くの獣脚類の特徴を見出した。Clark et al. (1994)では、テリジノサウルス類がマニラプトル類の獣脚類として分類される可能性が高いと結論された。テリジノサウルス類というより高次の分類群は、これらの獣脚類の全てを内包するため1997年にラッセルにより設立され、テリジノサウルス上科およびより派生的なテリジノサウルス科から構成された。テリジノサウルス科は1998年にポール・セレノにより初めて系統学的な定義が与えられ、オルニトミムスよりもエルリコサウルスに近縁な全ての恐竜と定義された。
2010年には、アクセスできない標本、損傷した標本、重複する部位が乏しい断片的な標本、頭蓋骨を欠く標本などを除外した上でリンゼイ・ザノによるテリジノサウルス類の系統解析が実施された。ザノはファルカリウスをテリジノサウルス上科から除外し、より広範な分岐群としてテリジノサウルス類に保持した。このため、テリジノサウルス類はセグノサウルス類のシニアシノニムとなった。さらにザノは、エリコサウルス、ノスロニクス、セグノサウルス、テリジノサウルスを含む最も包括的でない分岐群としてテリジノサウルス科を定義した。その後、ファルカリウスとジアンチャンゴサウルスは最も基盤的なテリジノサウルス類と見なされており、より派生的な分類群としてテリジノサウルス上科、さらに派生的な分類群としてテリジノサウルス科が配置されている。
大半の系統解析の結果では、テリジノサウルス科はエルリコサウルス、エルリアンサウルス、ナンシュンゴサウルス、ネイモンゴサウルス、ノスロニクス、セグノサウルス、テリジノサウルスを内包する。しかし、スジョウサウルスがテリジノサウルス科に配置されることも一般的である。テリジノサウルス科の高次分類群としてテリジノサウルス上科が存在し、さらにその高次分類群としてテリジノサウルス類が存在する。テリジノサウルス類はマニラプトル類において最も基盤的な分岐群、あるいはオヴィラプトロサウルス類との姉妹群としての配置が提唱されている。
以下のクラドグラムはHartman et al. (2019)の系統解析に従っており、その形質行列はザノによる2010年の解析に基づいている。多くの属種は伝統的で確立された位置に置かれているが、"Nanshiungosaurus" bohliniは珍しくテリジノサウルス科に配置されている（クラドグラムでは示されていない）。

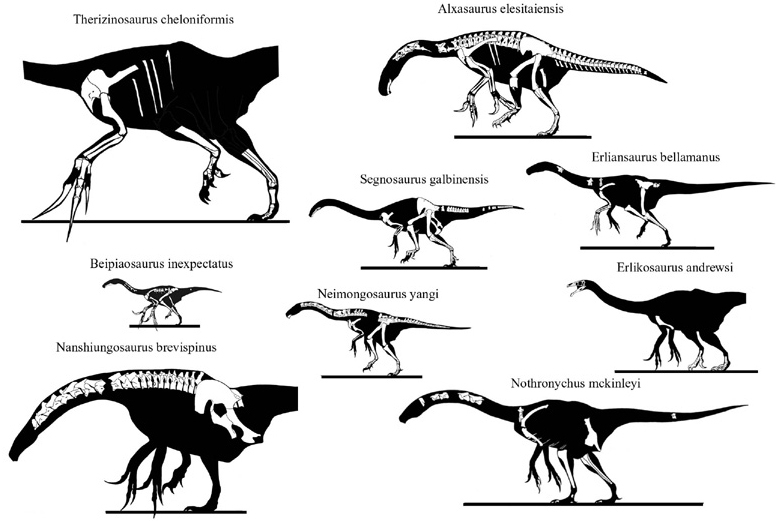
様々なテリジノサウルス類の骨格図。縮尺は一定でない。

|  | Neimongosaurus アジア                                                          |
|  |                                                                                |
|  | \| \| Therizinosaurus アジア \| \| \| \| \| \| Erliansaurus アジア \| \| \| \| |
|  |                                                                                |
|  | Therizinosaurus アジア                                                         |
|  |                                                                                |
|  | Erliansaurus アジア                                                            |
|  |                                                                                |

|  | Therizinosaurus アジア |
|  |                        |
|  | Erliansaurus アジア    |
|  |                        |

|  | Neimongosaurus アジア                                                          |
|  |                                                                                |
|  | \| \| Therizinosaurus アジア \| \| \| \| \| \| Erliansaurus アジア \| \| \| \| |
|  |                                                                                |
|  | Therizinosaurus アジア                                                         |
|  |                                                                                |
|  | Erliansaurus アジア                                                            |
|  |                                                                                |

|  | Therizinosaurus アジア |
|  |                        |
|  | Erliansaurus アジア    |
|  |                        |

|  | Segnosaurus アジア |
|  |                    |
|  | AMNH 6368 アジア   |
|  |                    |

|  | \| \| Erlikosaurus アジア \| \| \| \| \| \| Nothronychus mckinleyi 北米 \| \| \| \| \| \| Nothronychus graffami 北米 \| \| \| \| |
|  | |
|  | Erlikosaurus アジア |
|  | |
|  | Nothronychus mckinleyi 北米 |
|  | |
|  | Nothronychus graffami 北米 |
|  | |

|  | Erlikosaurus アジア         |
|  |                             |
|  | Nothronychus mckinleyi 北米 |
|  |                             |
|  | Nothronychus graffami 北米  |
|  |                             |

|  | Segnosaurus アジア |
|  |                    |
|  | AMNH 6368 アジア   |
|  |                    |

|  | \| \| Erlikosaurus アジア \| \| \| \| \| \| Nothronychus mckinleyi 北米 \| \| \| \| \| \| Nothronychus graffami 北米 \| \| \| \| |
|  | |
|  | Erlikosaurus アジア |
|  | |
|  | Nothronychus mckinleyi 北米 |
|  | |
|  | Nothronychus graffami 北米 |
|  | |

|  | Erlikosaurus アジア         |
|  |                             |
|  | Nothronychus mckinleyi 北米 |
|  |                             |
|  | Nothronychus graffami 北米  |
|  |                             |

|  | Segnosaurus アジア |
|  |                    |
|  | AMNH 6368 アジア   |
|  |                    |

|  | \| \| Erlikosaurus アジア \| \| \| \| \| \| Nothronychus mckinleyi 北米 \| \| \| \| \| \| Nothronychus graffami 北米 \| \| \| \| |
|  | |
|  | Erlikosaurus アジア |
|  | |
|  | Nothronychus mckinleyi 北米 |
|  | |
|  | Nothronychus graffami 北米 |
|  | |

|  | Erlikosaurus アジア         |
|  |                             |
|  | Nothronychus mckinleyi 北米 |
|  |                             |
|  | Nothronychus graffami 北米  |
|  |                             |

|  | Segnosaurus アジア |
|  |                    |
|  | AMNH 6368 アジア   |
|  |                    |

|  | \| \| Erlikosaurus アジア \| \| \| \| \| \| Nothronychus mckinleyi 北米 \| \| \| \| \| \| Nothronychus graffami 北米 \| \| \| \| |
|  | |
|  | Erlikosaurus アジア |
|  | |
|  | Nothronychus mckinleyi 北米 |
|  | |
|  | Nothronychus graffami 北米 |
|  | |

|  | Erlikosaurus アジア         |
|  |                             |
|  | Nothronychus mckinleyi 北米 |
|  |                             |
|  | Nothronychus graffami 北米  |
|  |                             |

|  | Segnosaurus アジア |
|  |                    |
|  | AMNH 6368 アジア   |
|  |                    |

|  | \| \| Erlikosaurus アジア \| \| \| \| \| \| Nothronychus mckinleyi 北米 \| \| \| \| \| \| Nothronychus graffami 北米 \| \| \| \| |
|  | |
|  | Erlikosaurus アジア |
|  | |
|  | Nothronychus mckinleyi 北米 |
|  | |
|  | Nothronychus graffami 北米 |
|  | |

|  | Erlikosaurus アジア         |
|  |                             |
|  | Nothronychus mckinleyi 北米 |
|  |                             |
|  | Nothronychus graffami 北米  |
|  |                             |

|  | Segnosaurus アジア |
|  |                    |
|  | AMNH 6368 アジア   |
|  |                    |

|  | \| \| Erlikosaurus アジア \| \| \| \| \| \| Nothronychus mckinleyi 北米 \| \| \| \| \| \| Nothronychus graffami 北米 \| \| \| \| |
|  | |
|  | Erlikosaurus アジア |
|  | |
|  | Nothronychus mckinleyi 北米 |
|  | |
|  | Nothronychus graffami 北米 |
|  | |

|  | Erlikosaurus アジア         |
|  |                             |
|  | Nothronychus mckinleyi 北米 |
|  |                             |
|  | Nothronychus graffami 北米  |
|  |                             |

|  | Segnosaurus アジア |
|  |                    |
|  | AMNH 6368 アジア   |
|  |                    |

|  | \| \| Erlikosaurus アジア \| \| \| \| \| \| Nothronychus mckinleyi 北米 \| \| \| \| \| \| Nothronychus graffami 北米 \| \| \| \| |
|  | |
|  | Erlikosaurus アジア |
|  | |
|  | Nothronychus mckinleyi 北米 |
|  | |
|  | Nothronychus graffami 北米 |
|  | |

|  | Erlikosaurus アジア         |
|  |                             |
|  | Nothronychus mckinleyi 北米 |
|  |                             |
|  | Nothronychus graffami 北米  |
|  |                             |

|  | Segnosaurus アジア |
|  |                    |
|  | AMNH 6368 アジア   |
|  |                    |

|  | \| \| Erlikosaurus アジア \| \| \| \| \| \| Nothronychus mckinleyi 北米 \| \| \| \| \| \| Nothronychus graffami 北米 \| \| \| \| |
|  | |
|  | Erlikosaurus アジア |
|  | |
|  | Nothronychus mckinleyi 北米 |
|  | |
|  | Nothronychus graffami 北米 |
|  | |

|  | Erlikosaurus アジア         |
|  |                             |
|  | Nothronychus mckinleyi 北米 |
|  |                             |
|  | Nothronychus graffami 北米  |
|  |                             |

|  | Neimongosaurus アジア                                                          |
|  |                                                                                |
|  | \| \| Therizinosaurus アジア \| \| \| \| \| \| Erliansaurus アジア \| \| \| \| |
|  |                                                                                |
|  | Therizinosaurus アジア                                                         |
|  |                                                                                |
|  | Erliansaurus アジア                                                            |
|  |                                                                                |

|  | Therizinosaurus アジア |
|  |                        |
|  | Erliansaurus アジア    |
|  |                        |

|  | Neimongosaurus アジア                                                          |
|  |                                                                                |
|  | \| \| Therizinosaurus アジア \| \| \| \| \| \| Erliansaurus アジア \| \| \| \| |
|  |                                                                                |
|  | Therizinosaurus アジア                                                         |
|  |                                                                                |
|  | Erliansaurus アジア                                                            |
|  |                                                                                |

|  | Therizinosaurus アジア |
|  |                        |
|  | Erliansaurus アジア    |
|  |                        |

|  | Segnosaurus アジア |
|  |                    |
|  | AMNH 6368 アジア   |
|  |                    |

|  | \| \| Erlikosaurus アジア \| \| \| \| \| \| Nothronychus mckinleyi 北米 \| \| \| \| \| \| Nothronychus graffami 北米 \| \| \| \| |
|  | |
|  | Erlikosaurus アジア |
|  | |
|  | Nothronychus mckinleyi 北米 |
|  | |
|  | Nothronychus graffami 北米 |
|  | |

|  | Erlikosaurus アジア         |
|  |                             |
|  | Nothronychus mckinleyi 北米 |
|  |                             |
|  | Nothronychus graffami 北米  |
|  |                             |

|  | Segnosaurus アジア |
|  |                    |
|  | AMNH 6368 アジア   |
|  |                    |

|  | \| \| Erlikosaurus アジア \| \| \| \| \| \| Nothronychus mckinleyi 北米 \| \| \| \| \| \| Nothronychus graffami 北米 \| \| \| \| |
|  | |
|  | Erlikosaurus アジア |
|  | |
|  | Nothronychus mckinleyi 北米 |
|  | |
|  | Nothronychus graffami 北米 |
|  | |

|  | Erlikosaurus アジア         |
|  |                             |
|  | Nothronychus mckinleyi 北米 |
|  |                             |
|  | Nothronychus graffami 北米  |
|  |                             |

|  | Segnosaurus アジア |
|  |                    |
|  | AMNH 6368 アジア   |
|  |                    |

|  | \| \| Erlikosaurus アジア \| \| \| \| \| \| Nothronychus mckinleyi 北米 \| \| \| \| \| \| Nothronychus graffami 北米 \| \| \| \| |
|  | |
|  | Erlikosaurus アジア |
|  | |
|  | Nothronychus mckinleyi 北米 |
|  | |
|  | Nothronychus graffami 北米 |
|  | |

|  | Erlikosaurus アジア         |
|  |                             |
|  | Nothronychus mckinleyi 北米 |
|  |                             |
|  | Nothronychus graffami 北米  |
|  |                             |

|  | Segnosaurus アジア |
|  |                    |
|  | AMNH 6368 アジア   |
|  |                    |

|  | \| \| Erlikosaurus アジア \| \| \| \| \| \| Nothronychus mckinleyi 北米 \| \| \| \| \| \| Nothronychus graffami 北米 \| \| \| \| |
|  | |
|  | Erlikosaurus アジア |
|  | |
|  | Nothronychus mckinleyi 北米 |
|  | |
|  | Nothronychus graffami 北米 |
|  | |

|  | Erlikosaurus アジア         |
|  |                             |
|  | Nothronychus mckinleyi 北米 |
|  |                             |
|  | Nothronychus graffami 北米  |
|  |                             |

|  | Segnosaurus アジア |
|  |                    |
|  | AMNH 6368 アジア   |
|  |                    |

|  | \| \| Erlikosaurus アジア \| \| \| \| \| \| Nothronychus mckinleyi 北米 \| \| \| \| \| \| Nothronychus graffami 北米 \| \| \| \| |
|  | |
|  | Erlikosaurus アジア |
|  | |
|  | Nothronychus mckinleyi 北米 |
|  | |
|  | Nothronychus graffami 北米 |
|  | |

|  | Erlikosaurus アジア         |
|  |                             |
|  | Nothronychus mckinleyi 北米 |
|  |                             |
|  | Nothronychus graffami 北米  |
|  |                             |

|  | Segnosaurus アジア |
|  |                    |
|  | AMNH 6368 アジア   |
|  |                    |

|  | \| \| Erlikosaurus アジア \| \| \| \| \| \| Nothronychus mckinleyi 北米 \| \| \| \| \| \| Nothronychus graffami 北米 \| \| \| \| |
|  | |
|  | Erlikosaurus アジア |
|  | |
|  | Nothronychus mckinleyi 北米 |
|  | |
|  | Nothronychus graffami 北米 |
|  | |

|  | Erlikosaurus アジア         |
|  |                             |
|  | Nothronychus mckinleyi 北米 |
|  |                             |
|  | Nothronychus graffami 北米  |
|  |                             |

|  | Segnosaurus アジア |
|  |                    |
|  | AMNH 6368 アジア   |
|  |                    |

|  | \| \| Erlikosaurus アジア \| \| \| \| \| \| Nothronychus mckinleyi 北米 \| \| \| \| \| \| Nothronychus graffami 北米 \| \| \| \| |
|  | |
|  | Erlikosaurus アジア |
|  | |
|  | Nothronychus mckinleyi 北米 |
|  | |
|  | Nothronychus graffami 北米 |
|  | |

|  | Erlikosaurus アジア         |
|  |                             |
|  | Nothronychus mckinleyi 北米 |
|  |                             |
|  | Nothronychus graffami 北米  |
|  |                             |

|  | Segnosaurus アジア |
|  |                    |
|  | AMNH 6368 アジア   |
|  |                    |

|  | \| \| Erlikosaurus アジア \| \| \| \| \| \| Nothronychus mckinleyi 北米 \| \| \| \| \| \| Nothronychus graffami 北米 \| \| \| \| |
|  | |
|  | Erlikosaurus アジア |
|  | |
|  | Nothronychus mckinleyi 北米 |
|  | |
|  | Nothronychus graffami 北米 |
|  | |

|  | Erlikosaurus アジア         |
|  |                             |
|  | Nothronychus mckinleyi 北米 |
|  |                             |
|  | Nothronychus graffami 北米  |
|  |                             |

## 古生物学

### 食性

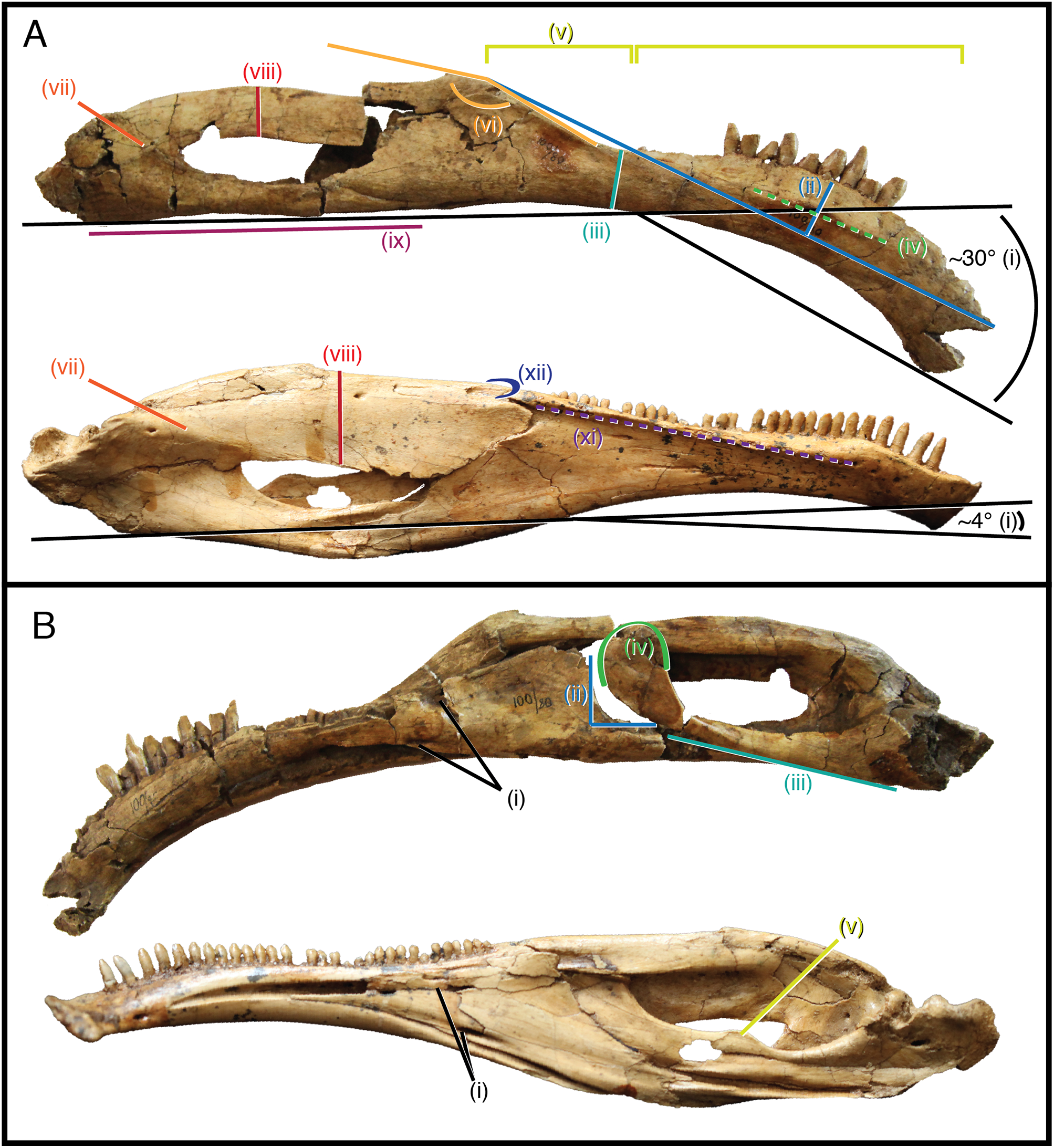
エルリコサウルス（下）とセグノサウルス（上）の下顎の比較

2009年、ザノらはテリジノサウルス類が最も広く認識されている植物食の獣脚類であると主張した。その根拠は密集した粗い小型の鋸歯、置換速度が小さい槍形の歯、発達した角質の嘴、植物を食むことに適した長い頸部、肋骨の周囲長と腸骨の突起から示唆される非常に大きな腸の容量、そして後肢に見られる走行適応の欠如である。これらの全ての特徴から、テリジノサウルス科の恐竜は植物食性であったこと、また口腔で食餌を処理してからセルロースやリグニンの分解を開始したことが示唆される。またテリジノサウルスの足には完全な機能を持つ4本の趾が生えており、体重を支える第I趾は緩慢な生態に適応した可能性が高い。ザノらはオルニトミモサウルス類とテリジノサウルス類およびオヴィラプトロサウルス類が直接あるいは形態学的に植物食性の証拠を有していることを発見した。これは植物食性という食性がコエルロサウルス類の獣脚類の中で複数回独立して進化したか、あるいはコエルロサウルス類の基盤的状態が植物食性であり、より派生的なマニラプトル類で肉食性が出現したことを意味する。テリジノサウルス科は頭蓋骨も特殊化しており、前側に嘴状の吻部が存在した可能性が高い。角質の嘴が存在すれば、それは食餌の際に頭蓋骨が受ける応力を軽減して安定性を増した可能性がある。
それぞれの歯の形態から示唆されるように、同時代のテリジノサウルス科であるエルリコサウルスとセグノサウルスとの間ではニッチ分割が成立していた。エルリコサウルスの歯は比較的目立たず、また中程度の鋸歯が存在する。セグノサウルスの歯はカリナで構成された大型の鋸歯を持ち、歯冠の基部付近で粗い本属に固有の破砕面を形成する。このことから、セグノサウルスは独自の食餌資源の消費、特殊化した採餌戦略、口腔内での食餌の高度な処理を実現していたことが示唆される。形態学的差異に加え、Button and Zanno (2019)は植物食恐竜が2つの異なる食餌方法に分かれていたことを指摘した。1つは華奢な頭部と比較的弱い咬合力に特徴づけられるもので、食餌を腸で処理するものである。もう1つは下顎の歯列といった広範な処理に関連する形質で特徴づけられるもので、食餌を口腔内で処理するものである。セグノサウルスとエルリコサウルスとは機能的に分離され、異なるニッチを占めていたと見られる。同年にAli Nabavizadehは大半のテリジノサウルス類が主に顎を左右でなく上下に動かす摂食者であったと結論付け、上顎と下顎とを同一平面的に動かすことで両者の歯が互いに一斉に接すると主張した。
しかし、派生的な後期白亜紀のテリジノサウルス科は基盤的なテリジノサウルス類と比較して咬合力が比較的弱い。Lautenschlager (2013)はエルリコサウルスの頭部の筋組織のデジタル復元を行い、その咬合力がエドモントサウルスのものを下回ることを突き止めた。エルリコサウルスの弱い咬合力は、活発な咀嚼よりも、葉を植物から剥ぎ取ることに適していた。またより多くのテリジノサウルス科の分類群を用いた研究を経て、Lautenschlager (2017)も同様の結論を下している。テリジノサウルス類の顎の力学的進化は、時代が下るにつれて咬合力が弱まる傾向にあると判明した。テリジノサウルス科の顎は下側に向いた先端部や歯骨の下顎結合、そしておそらく嘴により補助されていた。対称的に、基盤的なテリジノサウルス類はより長く伸びた直線的な歯骨を有しており、大きい応力とひずみを受けていた。植物を掴みながら頭を引っ張る場合、横方向や上方向よりも下方向への動作が起こりやすいが、そうした動作は応力を軽減させる顎を持つテリジノサウルス科が行っていた可能性が高い。

### 採餌

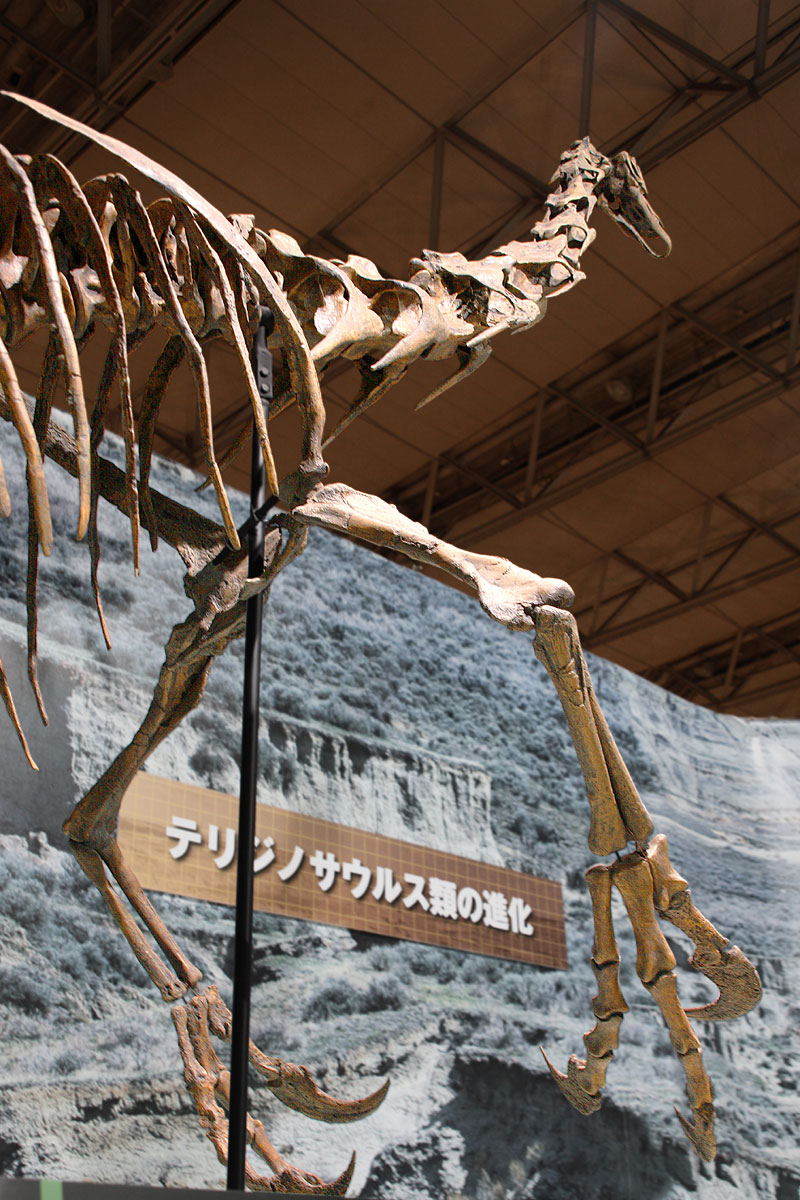
発達した腕と鉤爪を持つノスロニクスの骨格マウント

テリジノサウルス科では、前肢の頑強性と手首の柔軟性が増し、採餌の際により広範囲に手が届くようになった可能性が高い。さらに、肩帯が上方向への運動に適する一方、把持能力は低下していたと見られる。これらの適応は植物食性の生態と関連しており、テリジノサウルス科は植物の収穫・収集に特化していたと考えられている。加えてテリジノサウルス科のネイモンゴサウルスでは、腕の可動域が肩の関節-上腕関節においてほぼ円形であり、側方と僅かに下方へ向いている。これはより楕円形で後側と下側に向いている他の獣脚類の可動域から派生している。これにより腕を遥かに前へ伸ばすことが可能になり、葉に届かせて掴むことの助けになっていた。Lautenschlager (2014)は複数のテリジノサウルス類の鉤爪の生体力学的機能を研究し、ノスロニクスやテリジノサウルスといった属種の手が植物を突き刺したり引き下げたりする動作に効率的であったと指摘した。テリジノサウルス科は頸部が腕よりも長いため、こうした腕は頭部の届かない遠い葉を摂取するために、長い枝の下部を引き下ろすことに用いられていたと見られる。この動作で鉤爪の背側には高い引っ張り応力が生じ、特にテリジノサウルスにおいて顕著であったとされる。ただし、Lautenschlager (2014)は鉤爪が性的二形・自己防衛・種内競争・交尾中の交尾相手の保持・採餌時の姿勢の安定化といった他の用途に利用されていた可能性を否定できなかった。

### 脳と感覚
テリジノサウルス科は耳の構造に関しても特筆に値する適応を持つ。内耳の構造は鳥類のものに酷似しており、鳥類型の三半規管と長い蝸牛を持つ。鳥類は蝸牛が長いほど可聴周波数域が拡大するため、テリジノサウルス科でも同様であったことが示唆される。さらに、蝸牛の伸長は他の多くの獣脚類のグループで独立に進化しており、それぞれの分類群で聴力の向上に寄与したと推測されている。テリジノサウルス科の前脳は長く伸びて発達しており、嗅球も伸長していた。内耳と前脳の適応によりテリジノサウルス科は多くの機能を有していたと見られており、具体的には発達した嗅覚、複雑な社会行動、幼体による発声に対する警戒心の上昇、同種の動物とのコミュニケーションが挙げられる。さらに、テリジノサウルス科（エルリコサウルスあるいはNothronychus mckinleyi）の頭蓋骨の感覚器官に存在する気室は、低周波の音波、おそらくは超低周波音の聞き取りに長けていたことが示唆される。N. mckinleyiの例では、平均可聴周波数が1100～1450ヘルツで、上限がおそらく3000～3700ヘルツであったと推測されている。また頭蓋底の空洞だけでなく、基蝶形骨の空洞化の発達も特徴である。さらに、後頭顆の水平方向に対する水平半規管の向きにより、テリジノサウルス科は頭部を水平に保つ姿勢を取り、視野が重なり合う両眼視を実現していたとされる。こうした感覚の大多数は初期のコエルロサウルス類や他の獣脚類でも発達しており、テリジノサウルス科はこうした特徴の多くの小型かつ肉食性のマニラプトル類の祖先から継承し、祖先的かつ肉食性の耳の形状を非常に異なる特殊化した食餌の目的に利用していたことが示唆される。

### 運動

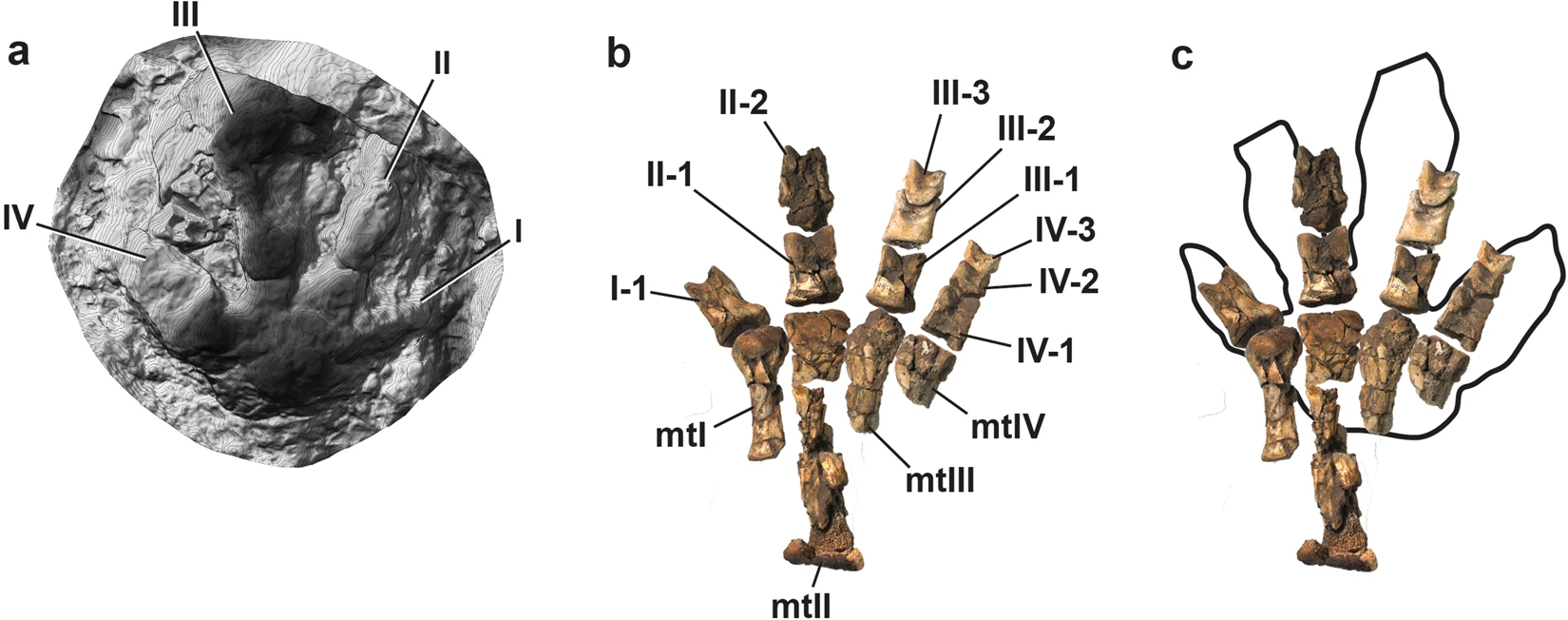
エルリコサウルスの足と足跡化石DMNH 2010-07-01との比較

Zakharov (1964)は生痕化石タクソンであるMacropodosaurusを記載した。これは4本の趾を持つ一連の足跡化石である。これらの足跡はタジキスタンのセノマニアン階で発見されており、4本の趾を持つ二足歩行性の恐竜のもので、かつ指先に水かきが存在したか少なくとも肉厚であったと指摘された。足跡の長さは約50センチメートル、幅は約30センチメートルであった。当時はテリジノサウルス類の研究が始まっていなかったため、Zakharov (1964)はこの足跡が具体的にどの種類の恐竜によるものであるか特定できなかった。
Sennikov (2006)はこれらの足跡を再調査し、テリジノサウルス科の恐竜がトラックメーカーである可能性を指摘した。Sennikov (2006)は関節したエルリコサウルスの足とMacropodosaurusとを比較し、蹠行性の位置で骨を関節させた場合に形態が一致すると結論した。このため同論文ではこれらの足跡がテリジノサウルス科によるものであると推論され、またテリジノサウルス科が蹠行性であったことが初めて提唱された。2008年にはポーランドから追加のMacropodosaurusが報告されており、テリジノサウルス類がヨーロッパにも生息していた可能性が示唆される。Masrour et al. (2017)は現在のモロッコで産出したMacropodosaurusを報告した。
しかし、テリジノサウルス科が趾行性であったことを示唆する可能性のある足跡もある。キャントウェル層の足跡化石DMNH 2010-07-01、2013-08-04、2013-08-06、2014-11-05である。これらの印象化石は4本の趾からなり、また第I趾が他の趾よりも小型であり、テリジノサウルス科の特徴と一致する。少なくともDMNH 2010-07-01は比較的完全なエルリコサウルスの足と直接的な比較がなされており、形態が整合することが明らかにされている。足跡の大多数は趾と足のパッドにより形成されており、中足骨はより直立した位置にあったことが示唆される。
それにも拘わらず、Botelho et al. (2016)はテリジノサウルス科が蹠行性であったと考えた。曰く、ネイモンゴサウルスやノスロニクスといったテリジノサウルス科の属は、足首まで関節する完全に機能的な第I趾を再度進化させたという。

### 繁殖

#### 営巣
テリジノサウルス類に割り当てられた最初のデンドロウーリトゥス卵科の化石のいくつかは、1997年にバインシレ層とNanchao Formation (en) から報告されている。これらは複数の卵の集まりで構成されており、含まれる卵の個数は平均して7個以上である。加えて、バインシレ層ではエルリコサウルスやセグノサウルスといった、完全に成長した具体的なテリジノサウルス科の分類群が産出している。Nanchao Formationから産出した卵の巣は数年にわたって未記載のままであり、化石化した胚が含まれていることが簡単な調査で特定されたのみであった。Kundrát et al. (2017)は歯を欠いていて縁が下を向いている前上顎骨や、外側の棚状構造を伴う歯骨、葉状の歯冠を伴う歯、発達した胸三角筋稜を伴う上腕骨、鋭利に突出した長い前肢の末節骨といった解剖学的特徴に基づき、この胚がテリジノサウルス科のものであると暫定的に同定した。大半の卵は平均して7×9センチメートル程度の大きさであり、中型の雌個体が産卵した可能性が高い。複数の卵の集まりが発見されており、そのうちの1例では、7個の卵のうち3個が胚を保存していた。その後、Hartman et al. (2019)はこれらの胚を含めた系統解析を実施しており、胚は予想通りテリジノサウルス科に配置された。
2013年の古脊椎動物学会会合の要旨にて、古生物学者の小林快次ほかはJavkhlant Formation (en) で産出した獣脚類恐竜の例外的な営巣地を報告し、少なくとも17箇所の卵の集まりが22×52メートルの範囲内に存在するとした。それぞれの卵の集まりには球形の卵が収められており、それらは互いに接し、また中央の開口部を欠く円形構造として配列している。卵殻の微視的な特徴に基づき、これらはデンドロウーリトゥス卵科として同定された。このことからテリジノサウルス科はコロニーを形成していたことが示唆され、またコロニーが単一の層序層でのみ発見されたことから、同科がその場所に一度だけ営巣する（定住しない）ことが示唆された。この営巣地は2019年に田中康平ほかによって記載された。田中による包括的記載では、卵の集まりの数は15箇所に修正され、それぞれで3個から30個の卵が一度の営巣期に産卵されたとされた。卵の直径は10センチメートルから15センチメートルで、平均は13センチメートルである。外側の滑らかな表面や、不規則な形状の孔管に基づき、これらの卵はデンドロウーリトゥス卵科に属することが確認された。卵の集まりの分布に基づくと、10平方メートルあたり1個の巣が存在したと推測される。また営巣地の約50％が侵食を受けているため、元々は32個の巣が存在したと推測される。親が営巣していた生息地は半乾燥気候の氾濫原であり、卵はいくつかの現生主竜類（ワニ目とツカツクリ科）と同様に、孵化前の卵は有機物に富んだ物質で被覆されていた。さらに、卵の殻の断片が存在することから、洪水により卵が埋没する以前に孵化した個体が存在したことが示唆される。合計15の巣のうち、少なくとも9個の巣が孵化に成功しており、当該産地での営巣の成功率は少なくとも60%におよぶ。
Javkhlant Formationの発達した営巣地は、営巣時にコロニーを形成する行動が非鳥類型恐竜において最初に出現し、高い捕食圧に晒される生態系において孵化率を向上させていたことを示唆する。なお、デンドロウーリトゥス卵科をメガロサウルス上科の卵であるとする見解もあるが、Javkhlant Formationの上位層であるバインシレ層でデンドロウーリトゥス卵科とテリジノサウルス科（エニグモサウルス、エルリコサウルス、セグノサウルス）が産出している一方、これらの地層でメガロサウルス上科が発見されていないことは特筆に値する。

#### 個体発生

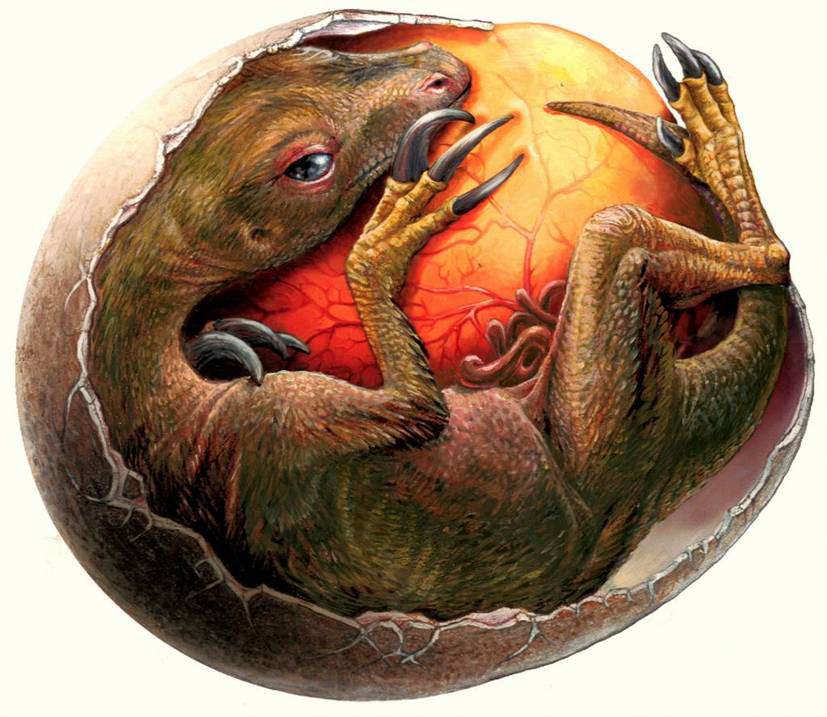
ステージDの化石化した胚に基づく、テリジノサウルス科の胚の復元図

Nanchaoの胚からは、少なくとも4つの胚形成期が報告されている。Kundrát et al. (2006)は個体発生に応じてステージAからDに胚を分類した。ステージAは最初期の段階であり、骨の骨化が進んでいないことや、脊柱の椎体が多孔質構造を持つことで特徴づけられる。ステージBからCの骨は僅かに関節と骨化が進行している。これらはアメリカアリゲーターの胚で言えば45～50日齢および64日齢に相当する。ステージDは最も個体発生が進んだ段階であり、胚はほぼ完全に椎体が骨化し、頸椎において椎体と神経棘との縫合線（神経中枢縫合）が部分的に減少している。加えて、歯を持たない前上顎骨をはじめとする、テリジノサウルス科の大半の形質がこの段階で現れている。最も成熟した胚であるCAGS-01-IG-5は孵化直後のアリゲーターよりも骨化が進行している。このことから、テリジノサウルス科は他の主竜類と比較して卵内でより成熟した骨格を獲得し、骨化が進んでいるにも拘わらず、卵の中に長期間滞在してプロポーションを拡大させたことが示唆される。保存された胚発生状態に基づき、Kundrát et al. (2006)は孵化に1.5ヶ月から3ヶ月を要すると推論した。
一部の胚の骨が骨化していること、また巣の付近で親個体の化石が発見されていないことから、テリジノサウルス科の動物は親に依存することなく、孵化した直後に移動して巣を立ち去ることが可能であったと見られる。地下に構築された巣は親による世話が無かったことを示唆する可能性があるほか、ステージDの胚が骨格的に発達していることは孵化直後の移動を可能にした可能性がある。

## 古生態

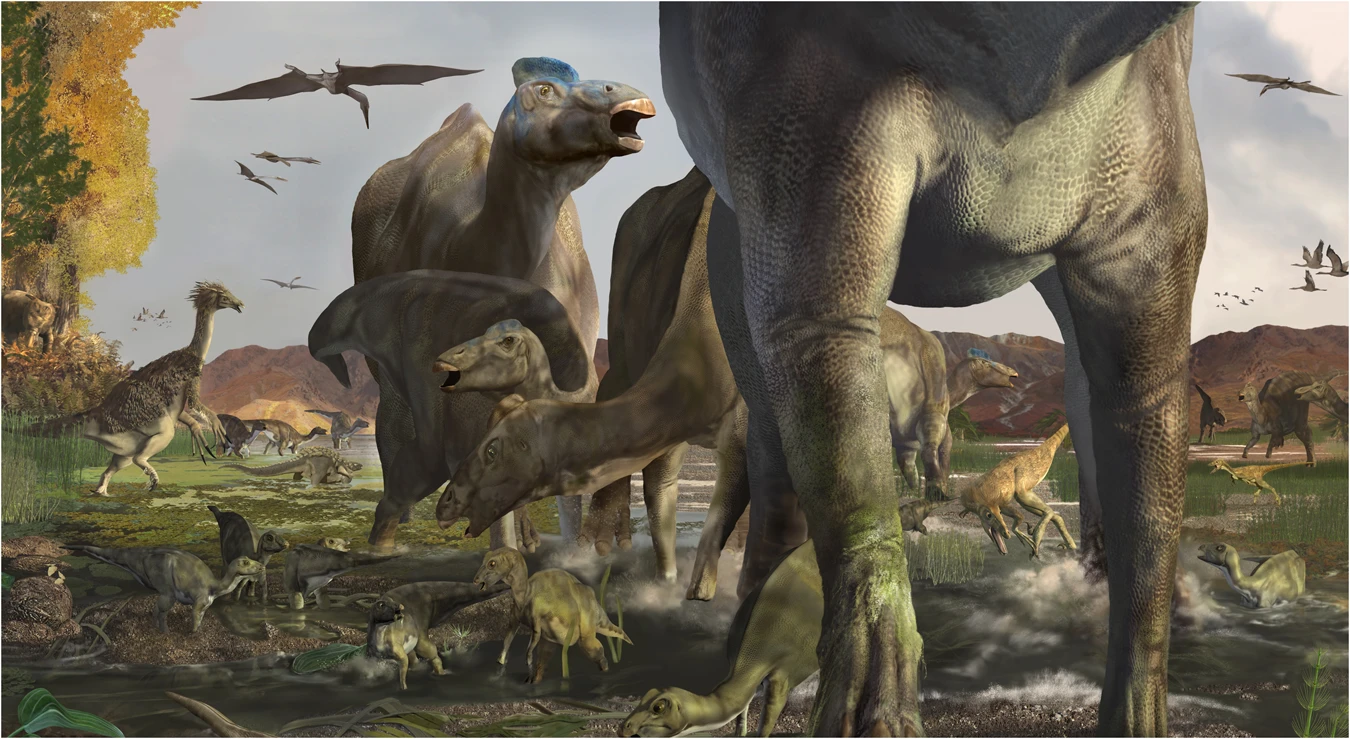
キャントウェル層のハドロサウルス科とテリジノサウルス科

テリジノサウルス科は非常に特殊化した植物食恐竜であり、その生態はより新しい時代のオオナマケモノのものと収斂している。いくつかの分類群ではこの観点が名前にも反映されており、ノスロニクスの属名は「怠惰な鉤爪」という意味であり、Suzhousaurus megatherioidesの種小名は「メガテリウムに似た」という意味である。葉状で粗い鋸歯を持つ歯、大型の鉤爪を備えた強靭な前肢、長く伸びた頸部、発達した角質の嘴といったテリジノサウルス科の解剖学的・生理学的特徴は、彼らブラウザー型の植物食動物であったことを示唆する。より具体的には、テリジノサウルス科は大半の標本が氾濫原や河川の地質から産出しているように、植物が豊富な半乾燥気候環境から湿地において、下層植生よりも比較的高い植物の葉を消費するニッチ（生態的地位）を占めていた。
アラスカ州のキャントウェル層から産出した少なくとも31個のテリジノサウルス科の足跡に示されるように、いくつかの種は小規模な群れを形成しており、これは彼らの持つ複雑な脳や耳の構造と整合する。また当該地域ではハドロサウルス科の恐竜と共産しており、現生の異種の動物が群れて資源獲得の増加や捕食圧力の低下といった利益を得るように、異なる恐竜が生態学的相互作用の恩恵を受けていたことが示唆されている可能性がある。一方で、ハドロサウルス科とテリジノサウルス科の群れが同じ場所を同時には歩いておらず、両者が実際には遭遇しなかった可能性もある。いずれにせよ、テリジノサウルス科の足跡化石は、彼らが社会性を有していたことを反映している。

### 分布
テリジノサウルス科の大多数はアジア（特に中国とモンゴル）で産出している。後期白亜紀後期にあたるカンパニアン期からマーストリヒチアン期にかけてテリジノサウルス科が中国南部からゴビ砂漠地域にかけて南北方向に広い分布を持っていたことは従来認識されていたが、2022年には日本の北海道からパラリテリジノサウルスが報告された。これにより、テリジノサウルス科は当時の東アジア地域において東西方向にも広く分布していたことが明らかになった。

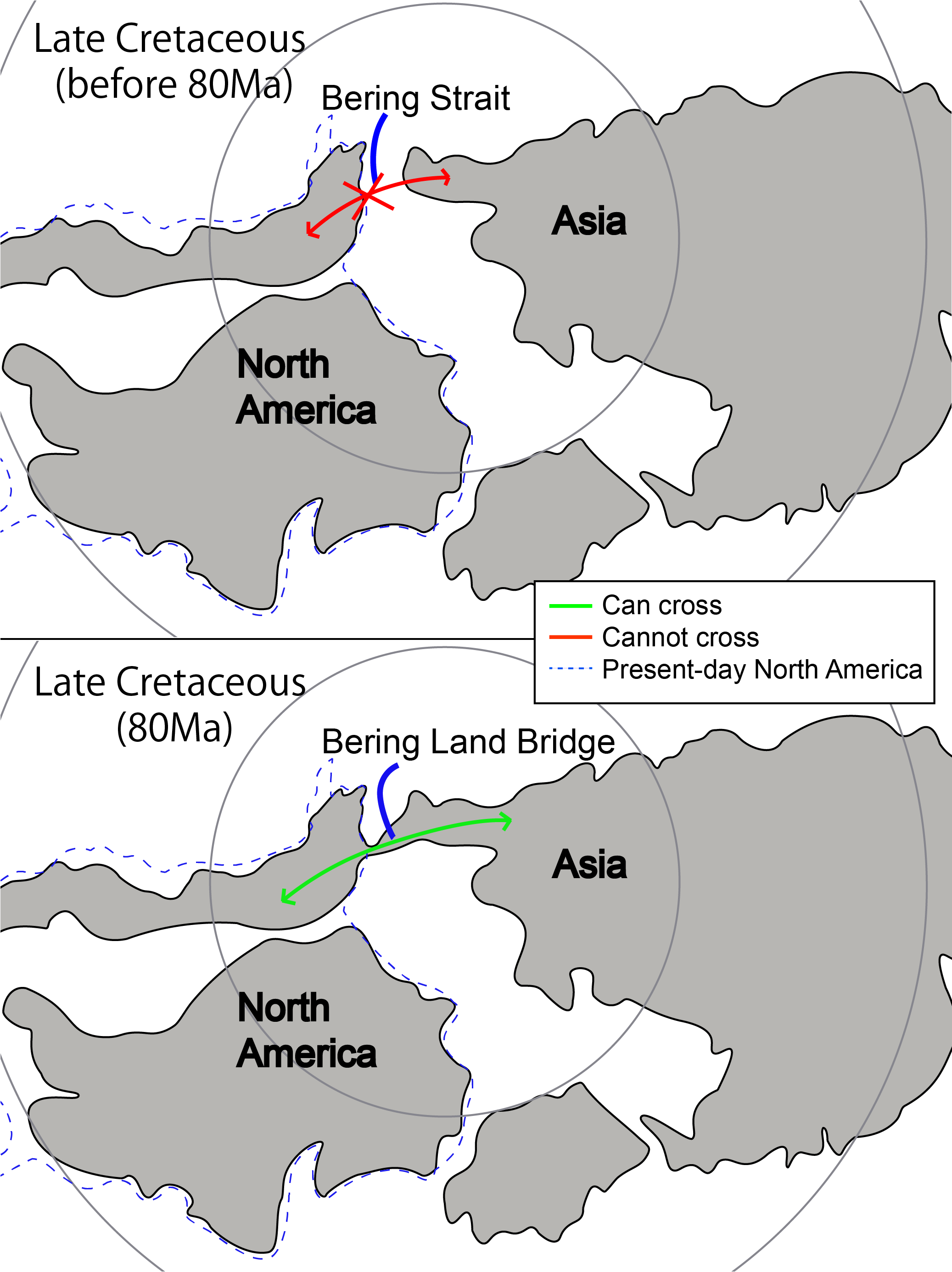
アジアと北米との間での動物相の交換

ノスロニクスの比較的完全な骨格はアジアでなく北アメリカ大陸で発見されている。テリジノサウルス科の化石記録は同科が後期白亜紀のチューロニアン期ごろに繁栄したことを示唆するが、一方で前期白亜紀のバレミアン期の時点で汎ローラシア的に分布していたことも示唆している。ローラ氏亜大陸は白亜紀の間に分裂を開始したため、テリジノサウルス科がローラシア大陸に拡散した過程については2つの仮説が提唱されている。1つは大陸分裂以前に同科が既にアジアと北米とに分布していたというものであり、この場合少なくとも後期三畳紀にテリジノサウルス類が出現していたことになる。もう1つは、白亜紀のベリアシアン期からバランギニアン期にかけてのベーリング陸橋を介してアジア-北米間を拡散したという説である。この2つ目の仮説は、後期白亜紀前期の北米にノスロニクスが存在した事実に支持されている。しかし、テリジノサウルス科のものに類似した足跡はヨーロッパ（ポーランド）やアフリカ（モロッコ）といった遠隔地でも発見されている。どちらの発見も、テリジノサウルス科が従来考えられていたよりも遥かに広く分布していたことを示唆する可能性がある。
陸橋という考え方は、デナリ国立公園の下部キャントウェル層でハドロサウルス科とテリジノサウルス科の足跡化石が多数共産することでも支持されている。この共産は、陸塊の間で重大な動物相の交換が起きていたことを反映する。これらの足跡化石はハドロサウルス科がより優勢であったことが示唆される。同一の産地ではスイレン科に類似する1枚の葉の印象化石が発見されている。後期白亜紀の北米のこの地域が半乾燥気候であったが、これらの足跡化石は主要な河川の河道から離れた浅い水域を恐竜が横切った際に形成されたことが示唆される。当該産地における生痕化石タクソンの多様性は、後期白亜紀のアラスカとアジア（特に比較的湿潤環境であったネメグト層）の恐竜相が類似していたという見解を支持するものである。Fiorillo et al. (2018)は、アラスカが2大陸間の動物相の交換の「入口」として機能していたことを提唱した。また白亜紀のベーリング陸橋の存在が実現させた動物相の混合が、アジアと北米の類似する環境に促進されたとした。